# سرپرست (مدیریت)

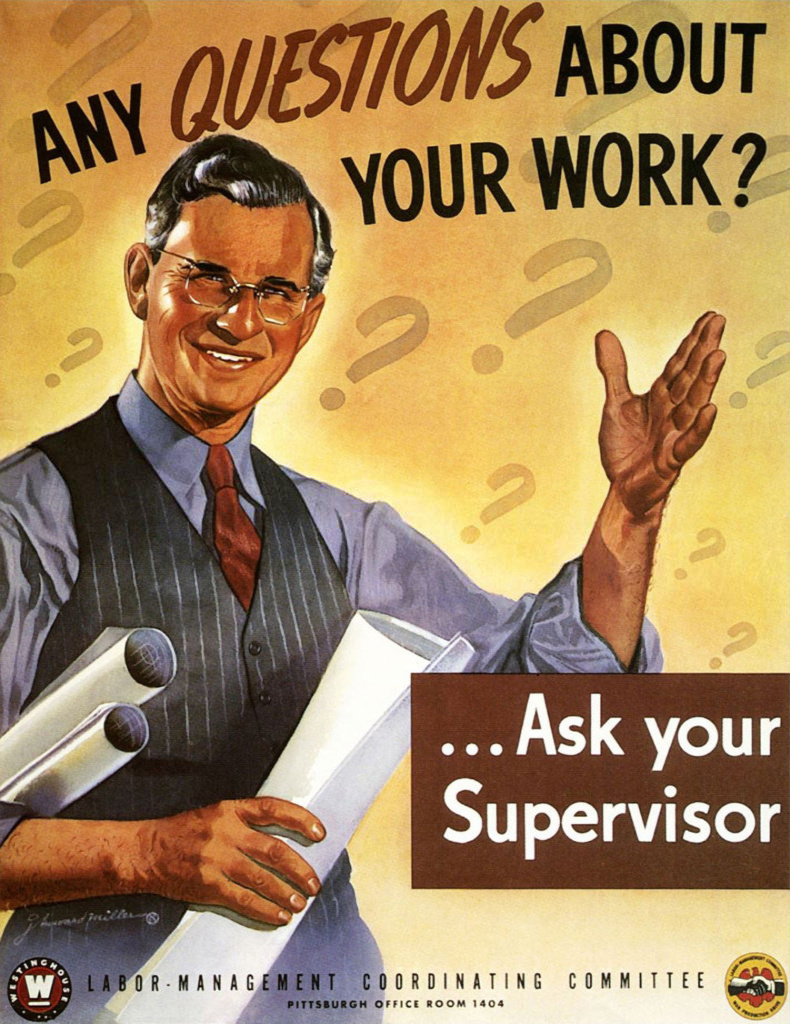
یک پوستر تبلیغاتی در زمان جنگ ایالات متحده توسط جی. هوارد میلر، تولید شده برای وستینگهاوس تحت یک برنامه فدرال. میلر بیشتر برای "ما می توانیم آن را انجام دهیم!" پوستری از همین سریال

سرپرست اصطلاحاً در نمودار سازمانی به پائین‌ترین جایگاه شغلی مدیریتی گفته می‌شود که مسئولیت نظارت بر تعدادی از کارگران یا کارمندان و ارتباط میان آنها و مدیر بالادستی را برعهده دارد. وظیفهٔ سرپرست در درجه اول اطمینان یافتن از این است که زیردستانس در سطح قابل قبولی از کیفیت، هزینه و ایمنی وظایف خویش را انجام دهند. مهم‌ترین تفاوت میان سرپرست و مدیر اینست که سرپرست اصولاً اختیاری در استخدام، فسخ قرارداد و تعیین میزان حقوق نیروهای تحت کنترلش ندارد.